# أنتوني أورانج
أنتوني أورانج (بالإنجليزية: Anthony Orange) (و. 1988  م) هو لاعب كرة قدم أمريكية، ولاعب كرة قدم كندية أمريكي، ولد في بيكرسفيلد، مركز لعبه هو ظهير خلفي ‏.

## التعليم
تعلم في West High School (Bakersfield, California) ‏
.